# Theridion panganii
Theridion panganii là một loài nhện trong họ Theridiidae.
Loài này thuộc chi Theridion. Theridion panganii được Lodovico di Caporiacco miêu tả năm 1947.